# Freccia Vallone femminile 2014
La Freccia Vallone femminile 2014, diciassettesima edizione della corsa e valida come quarta prova della Coppa del mondo di ciclismo su strada femminile 2014, si svolse il 23 aprile 2014 su un percorso di 127 km, con partenza da Huy e arrivo al Muro di Huy, in Belgio. La vittoria fu appannaggio della francese Pauline Ferrand-Prévot, la quale completò il percorso in 3h26'43", alla media di 36,862 km/h, precedendo la britannica Elizabeth Armitstead e l'italiana Elisa Longo Borghini.
Sul traguardo del muro di Huy 83 cicliste, su 148 partite da Huy, portarono a termine la competizione.

## Percorso
L'edizione 2014, vide un percorso diverso da quello dell'edizione precedente: tra le differenze più significative vi fu la sostituzione della Côte de Bousalle con la Côte d'Ahin.

### Muri
| Numero | Nome             | Chilometro | Lunghezza (m) | Pendenza media (%) |
| ------ | ---------------- | ---------- | ------------- | ------------------ |
| 1      | Côte d'Ereffe    | 12         | 2200          | 5,9                |
| 2      | Côte de Bellaire | 31         | 1000          | 6,8                |
| 3      | Côte de Bohissau | 38,5       | 1300          | 7,6                |
| 4      | Côte de Bousalle | 41,5       | 1700          | 4,9                |
| 5      | Côte d'Ahin      | 52         | 2100          | 5,9                |
| 6      | Muro di Huy      | 63         | 1300          | 9,6                |
| 7      | Côte d'Ereffe    | 75,5       | 2200          | 5,9                |
| 8      | Côte de Bellaire | 95         | 1000          | 6,8                |
| 9      | Côte de Bohissau | 102        | 1300          | 7,6                |
| 10     | Côte de Bousalle | 105,5      | 1700          | 4,9                |
| 11     | Côte d'Ahin      | 116        | 2100          | 5,9                |
| 12     | Muro di Huy      | 127        | 1300          | 9,6                |

## Resoconto degli eventi
La corsa esplose con l'attacco di Linda Villumsen ad una ventina di chilometri dal traguardo; la neozelandese riuscì ad accumulare una quarantina di secondi di vantaggio ai piedi dell'ultima salita al Muro di Huy. Marianne Vos, cinque volte vincitrice della manifestazione, non essendo al top della forma fisica, decise di correre in appoggio della compagna di squadra Pauline Ferrand-Prévot. Evelyn Stevens fu la prima a rompere gli indugi e venne seguita a ruota da Lizzie Armitstead e Pauline Ferrand-Prévot. Le 3 atlete si studiarono per preparare la volata conclusiva, fin quando si aggiunge Elisa Longo Borghini; fra le 4 prevalse lo spunto della francese.

## Ordine d'arrivo (Top 10)
| Pos. | Corridore              | Squadra        | Tempo    |
| ---- | ---------------------- | -------------- | -------- |
| 1    | Pauline Ferrand-Prévot | Rabo-Liv       | 3h26'43" |
| 2    | Elizabeth Armitstead   | Boels-Dolmans  | a 1"     |
| 3    | Elisa Longo Borghini   | Hitec Products | a 4"     |
| 4    | Evelyn Stevens         | Specialized    | a 7"     |
| 5    | Ashleigh Moolman       | Hitec Products | a 11"    |
| 6    | Marianne Vos           | Rabo-Liv       | a 13"    |
| 7    | Emma Pooley            | Lotto-Soudal   | s.t.     |
| 8    | Linda Villumsen        | Wiggle-Honda   | a 21"    |
| 9    | Claudia Lichtenberg    | Giant-Shimano  | a 24"    |
| 10   | Ellen van Dijk         | Boels-Dolmans  | a 28"    |